# Музей разбойников
Музей разбойников, также Музей бандитов (исп. Museo del Bandolero) — исторический музей в Ронде в андалусской провинции Малага. Единственный музей Испании, посвящённый социальному феномену разбойничества, разместился в пяти залах небольшого здания XIX века. Экспозиция музея, насчитывающая 1 316 объектов, рассказывает об овеянных романтическими легендами андалусских разбойниках, грабивших путешественников в горах и скрывавшихся там же от преследования властей. Ежегодно Музей разбойников, открывшийся в мае 1995 года, посещают в среднем 51 тыс. человек.
Экспозиция музея подробно повествует о жизни бандолеро и усилиях государства по их поимке на основании подлинных личных документов, фотографий, картин, карт местности, одежды, оружия и воспроизведённых сцен быта. Музей также располагает обширной библиотекой в 495 томов, в том числе старинных, авторы которых жили в указанный период времени.